# Brownsche Bewegung

Brownsche Bewegung von fluoreszierenden Latex-Kügelchen (Durchmesser etwa 20 nm) in Wasser mit einem SPI-Mikroskop beobachtet.

Die brownsche Bewegung ist die vom Botaniker Robert Brown im Jahr 1827 unter dem Mikroskop entdeckte unregelmäßige und ruckartige Wärmebewegung kleiner Teilchen in Flüssigkeiten und Gasen. Der ebenfalls gebräuchliche Name brownsche Molekularbewegung rührt daher, dass das Wort Molekül damals noch generell zur Bezeichnung eines kleinen Körpers gebraucht wurde. Moleküle im heutigen Sinn sind aber noch um ein Vielfaches kleiner als die im Mikroskop sichtbaren Teilchen und bleiben hier vollständig unsichtbar. Es sind aber die Moleküle der umgebenden Materie, die die brownsche Bewegung hervorbringen, indem sie ständig und aus allen Richtungen in großer Zahl gegen die mikroskopisch kleinen Teilchen stoßen und dabei rein zufällig mal die eine Richtung, mal die andere Richtung stärker zum Tragen kommt. Diese Erklärung wurde 1905 von Albert Einstein und 1906 von Marian Smoluchowski gegeben und quantitativ ausgearbeitet. Sie wurde in den folgenden Jahren durch Vermessung der beobachtbaren Bewegung der Teilchen durch Jean Baptiste Perrin quantitativ bestätigt. Die erfolgreiche Erklärung der brownschen Bewegung gilt als Meilenstein auf dem Weg zum wissenschaftlichen Nachweis der Existenz der Moleküle und damit der Atome.

## Geschichte

### Beobachtungen
Bei der Beobachtung der Pollen von Clarkia pulchella in einem Wassertropfen stellte Brown 1827 fest, dass es zwischen den etwa  100 Mikrometern großen Pollen kleinere, etwa 6–8 Mikrometer große Partikel gab, die unregelmäßige ruckartige Bewegungen vollführten. Heute ist bekannt, dass es sich bei diesen Partikeln um Organellen wie Amyloplasten und Spherosomen handelte.
Ursprünglich nahm Brown an, dass dies ein Hinweis auf eine den Pollen innewohnende Lebenskraft sei, wie sie lange Zeit von Wissenschaftlern als existent vermutet wurde (siehe organische Chemie). Jedoch konnte er die gleiche Bewegung dann auch an  sicher unbelebten Staubkörnern in Wasser beobachten, wenn sie entsprechend klein waren.
Von einem ganz ähnlichen Phänomen bei Rußteilchen auf Alkohol hatte Jan Ingenhousz bereits 1784 berichtet. Er gab als Ursache die Verdunstung der Flüssigkeit an. Ingenhousz erwähnte dies Phänomen nur nebenbei als Beispiel für vermeidbare Störungen beim Studium von Mikroben, wenn man den Tropfen unter dem Mikroskop nicht mit einem Deckglas abdeckt. Seine Beobachtung blieb dann bis ins 20. Jahrhundert vergessen. Dennoch wird zuweilen Ingenhousz als der eigentliche Entdecker der brownschen Bewegung bezeichnet. Wie David Walker aber bemerkte, waren die in Alkohol suspendierten Kohleteilchen, die Ingenhousz beschrieb, zu groß, um an ihnen brownsche Bewegung zu studieren, und die Bewegung war außerdem völlig durch Konvektionsbewegungen aufgrund der Verdunstung überlagert, wie auch schon Ingenhousz richtig als wahrscheinliche Quelle der Bewegung vermutet hatte. Ingenhousz beschrieb im selben Buch die Abdeckung der Tropfen mit Glasplättchen, was die Verdunstungsbewegungen auf Randbereiche beschränkte, falls diese nicht versiegelt waren. Auch hier war aber die Brownsche Bewegung nur bei kleinsten Kohleteilchen (mit Durchmessern von rund 5 Mikrometer oder weniger) zu beobachten und dieser Fall war auch nicht von Ingenhousz beschrieben worden. Eine bedeutende Fehlerquelle waren auch Vibrationen, die allein schon durch den Atem des Beobachters ausgelöst wurden.

Schematische Darstellung der Brownschen Bewegung

Nach Browns Veröffentlichung erbrachten detaillierte Experimente, insbesondere durch Christian Wiener 1863, zunehmend die Gewissheit, dass die brownsche Bewegung eine allgemeine und grundsätzliche Erscheinung ist, die durch die Bewegung unsichtbar kleiner Flüssigkeitsteilchen hervorgerufen wird. Damit ergab sich aus der brownschen Bewegung der erste beobachtete Hinweis auf die in der molekularen Theorie der Wärme angenommenen allgemeinen Wärmebewegung aller Teilchen (siehe auch Geschichte der Thermodynamik, Phlogiston).

### Mathematische Abhandlung
Die erste veröffentlichte mathematische Abhandlung des Prozesses geschah 1880 durch den Dänen Thorvald Nicolai Thiele. Der Prozess geriet danach in Vergessenheit, bis er 1900 durch den Franzosen Louis Bachelier wiederentdeckt wurde, der ihn zur Darstellung von Kursentwicklungen an der Börse verwendete.
Einstein kam 1905 auf rein theoretischem Weg, ausgehend von der molekularen Theorie der Wärme, zu einer quantitativen „Vorhersage“ der brownschen Bewegung. Er hielt es für „möglich“, dass die theoretisch abgeleitete Bewegung mit der Brownschen Bewegung übereinstimmte, befand die ihm zugänglichen Informationen darüber aber als zu „ungenau“, um sich ein „Urteil bilden“ zu können. Nach seiner Formel wächst das Quadrat der von einem Teilchen zurückgelegten Strecke im Durchschnitt proportional zur Zeitspanne und zur (absoluten) Temperatur, sowie umgekehrt proportional zum Radius des Teilchens und zur Viskosität der Flüssigkeit. Diese Formel konnte in den folgenden Jahren durch die Experimente von Jean Baptiste Perrin (ab 1908) bestätigt werden, der unter anderem hierfür 1926 den Nobelpreis für Physik erhielt. Auch Diffusion, Osmose und Thermophorese basieren auf der Wärmebewegung der Moleküle. Einstein und Perrin leisteten damals damit auch einen wesentlichen Beitrag zur Etablierung der Existenz von Atomen und Molekülen, was damals noch umstritten war, z. B. lehnten Ernst Mach und  Wilhelm Ostwald (der die Thermodynamik rein energetisch begründen wollte und nicht auf die Mechanik von Teilchen) die Atomtheorie ab.

## Physikalisches Modell
Für Teilchen in einem viskosen Medium, die sich durch unregelmäßige Stöße von ihrem Ausgangspunkt entfernen, konnten Albert Einstein (1905), Marian Smoluchowski (1906) und Paul Langevin (1908) theoretisch zeigen, dass der mittlere quadratische Abstand von ihrem Ausgangspunkt proportional zur Zeit anwächst. Für Bewegung in einer Dimension gilt
{\displaystyle \langle x^{2}\rangle ={\frac {k_{\mathrm {B} }T}{3R_{0}\pi \eta }}\,t}
Darin bezeichnet {\displaystyle \langle x^{2}\rangle } die zurückgelegte mittlere quadratische Wegstrecke des brownschen Teilchens, {\displaystyle k_{\mathrm {B} }} ist die Boltzmann-Konstante, {\displaystyle T} die absolute Temperatur, {\displaystyle R_{0}} der hydrodynamische Radius der Teilchen und {\displaystyle \eta } die Viskosität der Flüssigkeit bzw. des Gases. Ein wichtiger Aspekt der Formel ist, dass hier die Boltzmann-Konstante {\displaystyle k_{\mathrm {B} }} mit makroskopisch messbaren Größen verknüpft wird. Das ermöglicht die direkte experimentelle Bestimmung dieser Größe und damit der Avogadro-Konstante, aus der sich weiter die Größe und Masse der wegen ihrer Kleinheit unsichtbaren Moleküle ergibt.
Die einfachste Herleitung stammt von Langevin:
Ein Teilchen der Masse {\displaystyle m} folgt der Bewegungsgleichung (hier nur in {\displaystyle x}-Richtung)
{\displaystyle m{\frac {\mathrm {d} ^{2}x}{\mathrm {d} t^{2}}}=F_{x}-f\,{\frac {\mathrm {d} x}{\mathrm {d} t}}\ ,}
wenn neben einer Kraft {\displaystyle F_{x}} vom Medium eine Reibungskraft {\displaystyle F_{R}=-f\,\mathrm {d} x/\mathrm {d} t} ausgeübt wird. Nach Multiplikation mit {\displaystyle x} kann das umgeformt werden zu
{\displaystyle {\frac {1}{2}}m\cdot {\frac {\mathrm {d} }{\mathrm {d} t}}\left({\frac {\mathrm {d} x^{2}}{\mathrm {d} t}}\right)-m\cdot \left({\frac {\mathrm {d} x}{\mathrm {d} t}}\right)^{2}=x\cdot F_{x}-{\frac {1}{2}}f{\frac {\mathrm {d} x^{2}}{\mathrm {d} t}}\ .}
Hiervon wird der Mittelwert über viele Teilchen gebildet (oder, mit gleichem Ergebnis, über viele wiederholte Beobachtungen am selben Teilchen). Auf der linken Seite der Gleichung wird  die Größe {\displaystyle x^{2}} im 1. Term dann zur mittleren quadratischen Entfernung der Teilchen vom Punkt {\displaystyle x=0}, also zur Varianz {\displaystyle V} der von vielen Teilchen gebildeten statistischen Verteilung. Der 2. Term auf der linken Seite wird die doppelte mittlere kinetische Energie und ist durch den Gleichverteilungssatz gegeben:
{\displaystyle {\frac {1}{2}}m\cdot \left({\frac {\mathrm {d} x}{\mathrm {d} t}}\right)^{2}={\overline {E_{\text{kin,x}}}}={\frac {1}{2}}k_{\mathrm {B} }T\ .}
Der Durchschnittswert des Terms {\displaystyle x\cdot F_{x}} verschwindet, wenn die Kräfte {\displaystyle F_{x}} von ungeordneten Stößen der Moleküle herrühren, die im Mittel die Teilchen nicht in eine bestimmte Richtung ({\displaystyle +x} oder {\displaystyle -x}) stoßen. Für die Durchschnittswerte bleibt also:
{\displaystyle {\frac {1}{2}}m\cdot {\frac {\mathrm {d} }{\mathrm {d} t}}\left({\frac {\mathrm {d} V}{\mathrm {d} t}}\right)=k_{\mathrm {B} }T-{\frac {1}{2}}f{\frac {\mathrm {d} V}{\mathrm {d} t}}\ .}
Das ist eine Differentialgleichung, nach der die Varianz {\displaystyle V(t)} mit der Zeit anwächst, wobei die Geschwindigkeit {\displaystyle {\tfrac {\mathrm {d} V}{\mathrm {d} t}}}  des Anwachsens einem Sättigungswert zustrebt. Nach Erreichen dieses stationären Zustands verschwindet die linke Seite der Gleichung und es bleibt:
{\displaystyle {\frac {1}{2}}f{\frac {\mathrm {d} V}{\mathrm {d} t}}=k_{\mathrm {B} }T\ .}
{\displaystyle V(t)} wächst dann also proportional zur Zeit. Einsetzen von {\displaystyle f=6\pi r\eta } (Gesetz von Stokes) ergibt schließlich die oben angegebene Formel für den mittleren quadratischen Abstand vom Ausgangspunkt.
Die brownsche Bewegung spielt auch bei der Simulation von Aktienkursverläufen eine Rolle, außerdem dient sie als Grundlage der Erforschung von Warteschlangen.

## Mathematisches Modell
Sei {\displaystyle (\Omega ,{\mathcal {F}},P)} ein Wahrscheinlichkeitsraum. In der Mathematik ist eine brownsche Bewegung {\displaystyle B=(B_{t})_{t\geq 0}} ein zeitstetiger stochastischer Prozess, der folgende Eigenschaften erfüllt:
1. {\displaystyle B_{0}=0} ({\displaystyle P}-fast sicher).
2. Für {\displaystyle m\in \mathbb {N} } und gegebene Zeitpunkte {\displaystyle 0\leq t_{0}<t_{1}<\dotsb <t_{m}} sind die Zuwächse {\displaystyle B_{t_{i}}-B_{t_{i-1}}} stochastisch unabhängig und normalverteilt {\displaystyle B_{t_{i}}-B_{t_{i-1}}\sim {\mathcal {N}}\left(0,t_{i}-t_{i-1}\right)}.
3. Die einzelnen Pfade sind ({\displaystyle P}-)fast sicher stetig.

Der resultierende stochastische Prozess ist heute zu Ehren von Norbert Wiener, der die wahrscheinlichkeitstheoretische Existenz desselben 1923 bewies, als Wiener-Prozess bekannt.

### Konstruktion
Es gibt mehrere Möglichkeiten, eine brownsche Bewegung mathematisch zu konstruieren. Von Norbert Wiener stammen einige Konstruktionen, darunter die 1923 veröffentlichte {\displaystyle L^{2}}-Isometrie zwischen {\displaystyle L^{2}[0,1]} und dem linearen Raum der Gaußschen Variablen der brownschen Bewegung (siehe klassischer Wiener-Raum). In den 1930ern konstruierte Wiener zusammen mit Paley und Zygmund die brownsche Bewegung über zufällige Fourierreihen.
Eine modernere und bessere Konstruktion ist die Lévy-Ciesielski-Konstruktion über die Haar-Wavelets. Eine Herleitung des Wiener-Maßes (und somit der brownschen Bewegung) stammt von Monroe D. Donsker durch den Satz von Donsker. Etwas abstrakter ist die Konstruktion der brownschen Bewegung aus dem Satz von Itō-Nisio von Itō Kiyoshi und Makiko Nisio. In der stochastischen Differentialgeometrie bietet die Ells-Elworthy-Malliavin-Konstruktion eine kanonische Konstruktion der brownschen Bewegung auf einer Mannigfaltigkeit.
Weitere Konstruktionen:
- Eine Konstruktion über die endlich-dimensionalen Randverteilungen und dem Erweiterungssatz von Kolmogorov.
- Eine Konstruktion über zufällige Linearkombination mit passenden deterministischen Funktionen. Zum Beispiel seien {\displaystyle Z_{0},Z_{1},\dots } unabhängig und standardnormalverteilt, dann ist

{\displaystyle B(t)=\sum \limits _{k=0}^{\infty }Z_{k}f_{k}(t)=Z_{0}t+\sum _{k=1}^{\infty }Z_{k}{\frac {{\sqrt {2}}\sin(k\pi t)}{k\pi }}}
eine brownsche Bewegung.

## Verallgemeinerungen
Eine multiparametrische Verallgemeinerung der brownschen Bewegung ist das brownsche Blatt.